# Rubraea niobe
Rubraea niobe is een vlinder uit de familie van de Nymphalidae. De wetenschappelijke naam van de soort is voor het eerst voorgesteld, als Acraea niobe, door Emily Mary Bowdler Sharpe in een publicatie uit 1893.
De soort komt voor in Sao Tomé en Principe (Sao Tomé).